# U-766
U-766 — средняя немецкая подводная лодка типа VIIC времён Второй мировой войны.

## История
Заказ на постройку субмарины был отдан 15 августа 1940 года. Лодка была заложена 1 марта 1941 года на верфи Кригсмариневерфт в Вильгельмсхафене под строительным номером 149, спущена на воду 29 мая 1943 года. Лодка вошла в строй 30 июля 1943 года под командованием оберлейтенанта Ганса-Дитриха Вилке.

### Командиры
- 30 июля 1943 года — 21 августа 1944 года оберлейтенант цур зее Ганс-Дитрих Вилке.

### Флотилии
- 30 июля 1943 года — 29 февраля 1944 года — 8-я флотилия (учебная)
- 1 марта 1944 года — 21 августа 1944 года — 6-я флотилия

### История службы
Лодка совершила 5 боевых походов. Успехов не достигла. 21 августа 1944 года в районе с координатами 46°10′ с. ш. 01°14′ з. д. пострадавшая от английских бомб и лишенная хода лодка сдалась Франции, отведена в Ла-Рошель.

### Атаки на лодку
14 августа 1944 года лодку, следовавшую из Бреста в Ла-Палис атаковал канадский самолёт типа «Веллингтон», но в результате он сам был сбит зенитным огнём.

### Послевоенная служба
U-766 вошла в послевоенное время в состав военно-морских сил Франции под названием — «Лоби» (фр. Laubie). Французы сумели набрать запасных частей из десятка поврежденных лодок, оставшихся после капитуляции немцев во Франции, и ввести субмарину в строй. «Лоби» долго оставалась в составе французского флота, и её списали в 1960 году.